# Kolej Dakar-Niger

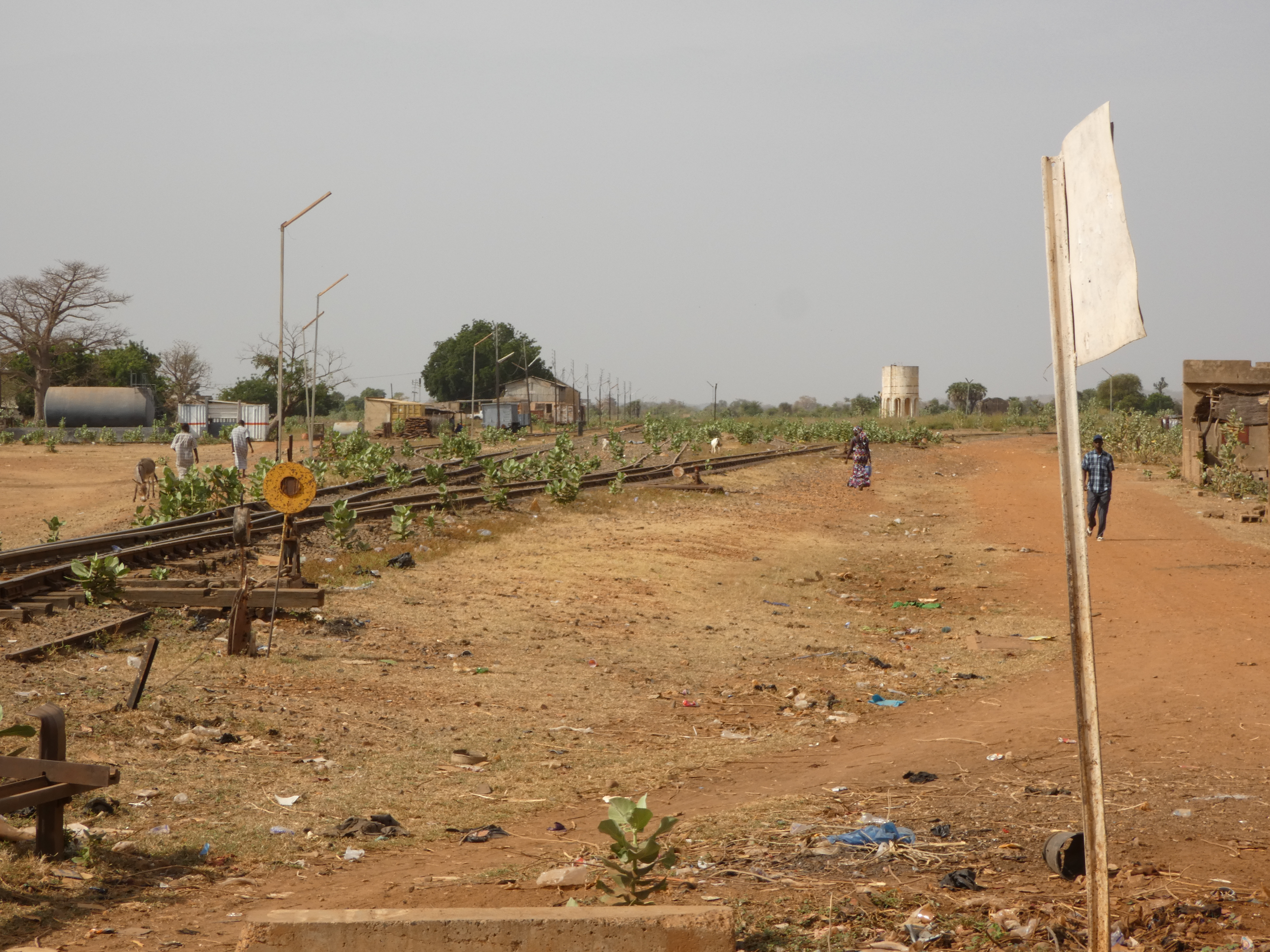
Kidira, stacja graniczna pomiędzy Senegalem i Mali

Kolej Dakar-Niger – linia kolejowa łącząca Dakar (Senegal) z Koulikoro (Mali). Nazwa nawiązuje do rzeki Niger, nie zaś do państwa Niger. Obsługuje wiele miast Senegalu (Thiès) i Mali (Kayes, Kita, Kati, Bamako). Linia ma długość 1287 km, z czego 641 km leży na terenie Mali.

## Historia
Prace przy konstrukcji linii zaczęły się u schyłku XIX wieku za czasów generała Josepha Gallieniego, zarządcy Sudanu Francuskiego. Odcinek Kayes-Koulikoro został ukończony w 1904, ale całą linię udało się oddać do użytku dopiero w 1924.

## Transrail
Braki w utrzymaniu i niewłaściwe zarządzanie doprowadziły do degradacji linii i licznych opóźnień. W wielu miejscach obowiązują ograniczenia prędkości do 20 km/godz. z powodu złego stanu technicznego niektórych odcinków.
W październiku 2003 władze Mali i Senegalu zdecydowały się powierzyć utrzymanie linii kanadyjsko-francuskiemu konsorcjum Transrail. 
Pomimo zobligowania się konsorcjum do utrzymania komunikacji pasażerskiej, skoncentrowano się przede wszystkim na transporcie towarowym. Zamknięto niektóre stacje, a wiele połączeń zostało zawieszonych, powodując trudności w przemieszczaniu dla społeczności żyjących z dala od głównych centrów gospodarczych. Obecnie pomiędzy Kayes i Thiès nie kursuje żaden skład pasażerski.
W 2007 konsorcjum Transrail zostało nabyte przez belgijską firmę Vecturis.
W grudniu 2015 roku rządy obu krajów zdecydowały o zakończeniu koncesji Transrail. Zarządzanie linią powierzono nowo powstałej firmie Dakar Bamako Ferroviaire.

## Rozbudowa linii
Wiosną 2007 roku prezydent Senegalu Abdoulaye Wade ogłosił serię projektów na dużą skalę mających na celu dalszy rozwój kraju, z których część dotyczy również linii kolejowej Dakar-Niger:
- Budowa trzeciego toru między Dakarem a Thiès (w tym połączenie z głównym lotniskiem Blaise Diagne, które jest obecnie w budowie)
- Zmiana rozstawu szyn na trasie Dakar - Tambacounda - Kidira (= granica z Mali) na standardowy (1435 mm)
- Przebudowa odgałęzienia Thiès - Saint-Louis w standardowym rozstawie (1435 mm)

Na początku stycznia 2012 roku prezydent Wade zapowiedział, że trasa zostanie również zelektryfikowana. 
W latach 2015–16 rządy Senegalu i Mali podpisały kontrakt z chińską China Railway Construction Corporation na rozbudowę linii.
W grudniu 2016 roku rozpoczęto budowę nowego odgałęzienia linii o standardowym rozstawie, prowadzącego z centrum Dakaru do nowego portu lotniczego Dakar-Diass, oddalonego o 55 kilometrów. Otwarcie było zaplanowano na koniec 2018 roku. Pierwszy 36-kilometrowy etap budowy od stacji Dakar do Diamniadio został oficjalnie otwarty 14 stycznia 2019 roku przez prezydenta Macky Salla. Drugi etap budowy lotniska powinien zakończyć się w 2020 roku.